# 筒银鳞蛛
筒银鳞蛛（学名：Leucauge cylindrata）为肖蛸科银鳞蛛属的动物。在中国大陆，分布于湖南等地。该物种的模式产地在湖南。